# Eleonora Lo Curto
Eleonora Lo Curto (ur. 23 września 1955 w Palermo) – włoska i sycylijska polityk, samorządowiec, posłanka do Parlamentu Europejskiego VI kadencji (2007–2009).

## Życiorys
Z wykształcenia filozof, była dyrektorem szkoły. Do 2001 pełniła funkcję przewodniczącej radny gminy w Marsali. Później przez pięć lat była posłanką do Sycylijskiego Zgromadzenia Regionalnego, następnie w 2006 powołano ją na zastępcę prezydenta prowincji Trapani i asesora ds. edukacji i opieki społecznej. W wyborach w 2004 bez powodzenia kandydowała z ramienia Forza Italia do Parlamentu Europejskiego. W 2005 przystąpiła do Ruchu dla Autonomii (MpA). W lipcu 2007 objęła mandat eurodeputowanej, należała do grupy chadeckiej, pracowała w Komisji Kontroli Budżetowej oraz w Komisji Budżetowej. W PE zasiadała do lipca 2009, bez powodzenia ubiegała się o reelekcję z listy Bieguna Autonomii. W 2010 została wiceprzewodniczącą sycylijskich struktur MpA. W 2017 ponownie wybrana do sycylijskiego regionalnego parlamentu z listy Unii Centrum.